# Djessan Ayateau
Cet article concerne l’acteur ivoirien surnommé « Ayatollah ». Pour le titre religieux musulman chiite, voir ayatollah.
Djessan Ayateau, surnommé Ayatollah et de son vrai nom Albert N’guessan Gniba, né le 16 novembre 1964 à Tiagba (commune de Jacqueville) et mort le 4 octobre 2006 à Yopougon, est un comédien et chanteur ivoirien.

## Filmographie
- 1998 : Garba
- 1996 : Le retour des trois bracelets
- 1990: Le Sixième doigt, Henri Duparc
- 1991 : Au nom du Christ
- 1988 : Bal Poussière réalisé par Henri Duparc
- 1987 : Aya
- 2004 : Ma famille